# Бринковень
Бринковень, Бринковені (рум. Brâncoveni) — село у повіті Олт в Румунії. Входить до складу комуни Бринковень.
Село розташоване на відстані 142 км на захід від Бухареста, 13 км на південь від Слатіни, 39 км на схід від Крайови.

## Населення
За даними перепису населення 2002 року у селі проживали 1265 осіб, усі — румуни. Усі жителі села рідною мовою назвали румунську.